# Cribellopsis
Cribellopsis es un género de foraminífero bentónico de la subfamilia Dictyoconinae, de la familia Orbitolinidae, de la superfamilia Orbitolinoidea, del suborden Orbitolinina y del orden Loftusiida. Su especie tipo es Orbitolinopsis? neoelongata. Su rango cronoestratigráfico abarca desde el Hauteriviense superior hasta el Bedouliense inferior (Cretácico inferior).

## Discusión
Clasificaciones previas incluían Cribellopsis en el suborden Textulariina del orden Textulariida o en el orden Lituolida.

## Clasificación
Cribellopsis incluye a las siguientes especies:
- Cribellopsis arnaudae †
- Cribellopsis neoelongata †